# Madu Tiga

Madu Tiga est un film en malaisien de Singapour sorti en 1964, réalisé et joué par P. Ramlee. 

## Synopsis
Jamil (P. Ramlee) est marié depuis douze ans avec Latifah (Zaharah Agus). Ils n'ont pas d'enfants car Latifah est infertile, et Jamil estime qu'elle le néglige. Il décide d'épouser une autre femme, Hasnah (Jah Hj. Mahadi), sans que Latifah le sache. Le père de Latifah, Haji Latiff (Ahmad Nisfu), bénit secrètement ce second mariage.
Latifah apprend ce mariage par une amie et confronte Jamil la troisième nuit des célébrations de mariage. Hasnah et Latifah se disputent, et Jamil s'enfuit effrayé, ne retournant chez aucune de ses épouses pendant trois jours et trois nuits.
Jamil et son beau-père élaborent un plan pour se réconcilier avec les deux épouses. Pour Latifah, Jamil feint d'avoir une jambe cassée à cause d'un accident, et lui ment en lui disant qu'il a divorcé d'Hasnah. Pour Hasnah, Jamil feint d'avoir des blessures après s'être battu avec Latifah, et lui ment en lui disant qu'il a divorcé de Latifah. Jamil se réconcilie avec les deux, bien qu'aucune des épouses ne soit au courant de l'autre.
Jamil retourne travailler. En récupérant des dettes dues par un vieil homme, Pak Ali, il rencontre la fille d'Ali, Rohani (Sarimah), et en tombe sous le charme. Jamil décide de courtiser Rohani et lui demande de l'épouser. Le couple se marie, et Jamil installe Rohani et son père dans une luxueuse maison en bord de mer.
Un jour, Latifah et Hasnah se rencontrent par hasard dans une bijouterie et se disputent, au cours de laquelle il est révélé qu'elles sont toutes les deux encore mariées à Jamil. Avant que la dispute ne s'aggrave, Rohani intervient et les arrête, leur conseillant de trouver un moyen de régler leurs différends pacifiquement. Rohani se propose comme médiatrice et leur demande de venir chez elle pour une discussion.
Le jour où Hasnah et Latifah visitent la maison de Rohani, Jamil est également présent et se cache lorsqu'il voit sa première et sa deuxième épouse. Rohani appelle Jamil pour qu'il se joigne à elles, mais il refuse de répondre. C'est alors que Hasnah et Latifah remarquent une photo de Jamil et Rohani, et les trois femmes réalisent qu'elles partagent le même mari. Les trois femmes conviennent de ne pas se retourner l'une contre l'autre, mais de cibler Jamil pour les avoir trompées toutes les trois. Elles poursuivent Jamil frénétiquement, et finalement, il se rend, admettant ses erreurs et acceptant de divorcer de celle qui le souhaite.
Cependant, les trois femmes aiment toujours Jamil, et la réflexion de Rohani fait comprendre à Latifah et Hasnah que la paix est possible entre elles. Les trois femmes resteront mariées à Jamil, mais il doit être juste et aimant envers elles trois de manière égale.

## Fiche technique
- Titre :  Madu Tiga
- Réalisation : P. Ramlee
- Scénario : P. Ramlee
- Pays d’origine :  Singapour
- Langue : malais
- Format : Noir et blanc
- Date de sortie : 1964

## Distinctions
Ce film a remporté le titre de Meilleur Film Comique au 11ème Festival du Film Asiatique à Taipei (Taiwan) en mai 1964. Madu Tiga a également été phénoménal dans toute l'Asie. 
En mars 2014, The Straits Times a classé Madu Tiga parmi les cinq meilleurs films malais réalisés à Singapour, le qualifiant de "classique".